# Dudley Dorival
Dudley Dorival, född 1 september 1975 i USA, är en haitisk friidrottare som tävlar i häcklöpning.
Dorivals främsta merit är bronset från VM 2001 på 110 meter häck. Han har även varit i final vid OS 2000 där han slutade på en sjunde plats. Vid både VM 1999, 2003, 2005 och 2007 samt vid OS 2004 var han i semifinal utan att ta sig vidare till finalen.

## Personligt rekord
- 110 meter häck - 13,25